# Олдридж, Маркита
Маркита Юран Олдридж (англ. Markita Uran Aldridge; в замужестве Вудс (англ. Woods); род. 15 сентября 1973 года в Детройте, Мичиган, США) — американская профессиональная баскетболистка, выступавшая в женской национальной баскетбольной ассоциации. Не выставляла свою кандидатуру на драфт ВНБА 1999 года, но ещё до начала очередного сезона заключила контракт с командой «Вашингтон Мистикс». До ВНБА выступала в американской баскетбольной лиге, где за два с половиной сезона защищала цвета пяти различных команд. Играла на позиции атакующего защитника.

## Ранние годы
Маркита Олдридж родилась 15 сентября 1973 года в городе Детройт (штат Мичиган), а училась она там же в средней школе имени Мартина Лютера Кинга, в которой выступала за местную баскетбольную команду.